# Духовичный, Георгий Самуилович
Гео́ргий Самуи́лович Духови́чный (11 марта 1954, Киев — 1 сентября 2022, там же) — советский и украинский архитектор, лауреат Государственной премии Украины по архитектуре. Член правления НСАУ и КОНСАУ, член Президентского совета НСАУ. Действительный член Украинского комитета Международного совета по вопросам памятников и достопримечательных мест ICOMOS (UNESCO), член градсовета Киева.

## Биография
Георгий Духовичный родился 11 марта 1954 в Киеве. 
В 1977 году окончил Киевский государственный художественный институт (архитектурный факультет, мастерская Н. Б. Чмутиной). Учился у Н. Б. Чмутиной, А. И. Малиновского и А. М. Милецкого. Работал в институте «Киевпроект» у И. П. Шпары, а затем у Ю. С. Шалацкого. В 1989 году получил сертификат СП СА СССР.
В 1990 году основал персональную творческую архитектурную мастерскую — «Мастерская Г. Духовичного». Принимал участие в разработке и реализации проектов застройки Подола и ул. Горького-Боженко. Занимался реконструкцией домов по ул. Юрковской, и ул. Оболонской, где получил авторские квартиры. С 2005 года — член рабочей группы по усовершенствованию регулирования инвестиционной деятельности в строительстве.
Скончался 1 сентября 2022 года в Киеве.

## Проекты
- Жилой дом по ул. Горького 125 в Киеве (арх. Ю. С. Шалацкий, И. П. Шпара, Г. С. Духовичный);
- Проект воссоздания жилого дома по ул. Юрковской 12/59 в Киеве;
- Проекты жилых домов № 8,9,10 в квартале Б-14 в Киеве (Ю. С. Шалацкий, Л. А. Мороз, Г. С. Духовичный);
- Проект детского сада на 140 мест в квартале Б-15 в Киеве (Ю. С. Шалацкий, Л. А. Мороз, Г. С. Духовичный);
- Проект жилого дома № 2 (Ю. С. Шалацкий, Т. В. Лазарнко, Л. А. Мороз, Г. С. Духовичный);
- Высшая партийная школа в Киеве (рабочая стадия, авторских надзор строительства и ввод в эксплуатацию; 1979);
- Здание по ул. Щекавицкая, 2/8 (1996);
- Реставрация и достройка мансарды к зданию по ул. Крещатик, 50 (2003);
- Проект размещения и принципиальных архитектурных решений гостиницы со схемой организации движения и парковки транспорта. Киева, Владимирский спуск, 6.

## Публикации
- Функциональная диагностика и рационализация жахов в эпоху социальных перемен и смятения архитектурных стилей. («АСС» Киев − 1999)
- Утрата и воссоздание градостроительного вектора в Киеве историческом и не только или надолго прерванный полет. («АСС» Киев − 2000)
- Карнавализм, как метод градостроительного мышления в период национального стилеобразования. («АСС» Киев − 2004)
- «Жить, помня о прошлом, думая о будущем» : громадсько-політична література / Г. С. Духовичный; Інт-ю А. Скрипаль // Сучасна освіта. — 2007. — № 6. — С. 22—24.[2]
- Киев — очередное градостроительное распутье начала нового века, нефигуративная знаковость, как зрелая форма эмоционального диалога в городской культуре. («А+С» Київ — 2008)
- Исторический Киев — как объект стилеразрушения (особенности стилеобразование архитектуры Киева конца ХХ — начала XXI века) (Збірка статей Інституту пам’яткоохоронних досліджень Міністерства культури та туризму України. Київ — 2006)
- «АРХІДЕЯ» № 11 (22-32), № 12 (174—182), 2003 р. № 1-2, (130—137) 2004 р., № 3 (164—169) 2005, у співавторстві, цикл статей під рубрикою «Новітня археологія»
- Наукове видання «Київський архітектурний модерн 1900—1910 рр.» співавтор